# 2001년 11월
| 2001년: 1월 · 2월 · 3월 · 4월 · 5월 · 6월 · 7월 · 8월 · 9월 · 10월 · 11월 · 12월 |

| <          | 2001년 11월 | 2001년 11월 | 2001년 11월 | 2001년 11월  | 2001년 11월 | >          |
| 일         | 월          | 화          | 수          | 목           | 금          | 토         |
|            |             |             |             | 1 9.16 무진  | 2 17 기사   | 3 18 경오  |
| 4 19 신미  | 5 20 임신   | 6 21 계유   | 7 22 갑술   | 8 23 을해    | 9 24 병자   | 10 25 정축 |
| 11 26 무인 | 12 27 기묘  | 13 28 경진  | 14 29 신사  | 15 10.1 임오 | 16 2 계미   | 17 3 갑신  |
| 18 4 을유  | 19 5 병술   | 20 6 정해   | 21 7 무자   | 22 8 기축    | 23 9 경인   | 24 10 신묘 |
| 25 11 임진 | 26 12 계사  | 27 13 갑오  | 28 14 을미  | 29 15 병신   | 30 16 정유  |            |

| 편집하기 |

## 2001년11월 10일
- 중화인민공화국이 세계무역기구에 가입했다.

## 2001년11월 7일
- 2002학년도 대학수학능력시험이 실시되었다.